# Rue de la Faïencerie
La rue de la Faïencerie est une voie de la commune de Nancy, dans le département de Meurthe-et-Moselle, en région Lorraine.

## Situation et accès
La rue de la Faïencerie, parallèle à la rue Saint-Georges, est placée au sein de la Ville-neuve, à proximité immédiate de la place Charles III, et appartient administrativement au quartier Charles III - Centre Ville.
Elle adopte une direction générale nord-est - sud-ouest et relie la rue Saint-Dizier, à son extrémité sud-ouest, au carrefour partagé avec les rues Saint-Nicolas et du Pont-Mouja, sans croiser d'autre axe. Les parcelles bordant la rue de la Faïencerie, entièrement piétonne, sont numérotées de 1 à 25. La voie est prolongée vers le nord-est par le rue de la Primatiale.
La rue de la Faïencerie est desservie par la ligne 1 du tramway du réseau STAN, via les stations « Point central » et « Cathédrale ».

## Origine du nom
L'origine de ce vocable est difficile à fixer. Il devait sans doute y avoir là, aux siècles passés, ou bien une fabrique de faïence, ou encore de simples dépôts de faïences lorraines. Peut-être, au temps où la foire de Nancy se tenait aux alentours de la Primatiale, les marchands de faïence étaient-ils relégués dans cette rue ?

## Historique
Après avoir porté le nom de « rue Saint-Jacques », « rue de la Fayencerie », « rue Loustalot » en 1793, « rue Lazowski », « rue de la Fayencerie » et « rue des Fayenciers » en 1795, elle prend sa dénomination actuelle au début du XIXe siècle.